# 桃花峪 (泰安)
36°10′N 117°00′E / 36.167°N 117.000°E
桃花峪位于山东省泰安市，著名旅游城市泰安及景点泰山西侧的景点，因桃花满山的景象而闻名。

## 景区景点
- 元君庙
- 彩石溪
- 东海神珠

## 景区交通
可从市区搭乘16路公交车，从火车站开往桃花峪。进入景区后有集散中心，可以游玩后直接搭乘旅游巴士从西路上泰山。